# Hunuganahalli, Kunigal
Hunuganahalli là một làng thuộc tehsil Kunigal, huyện Tumkur, bang Karnataka, Ấn Độ.